# Karl-Heinz Lorey
Karl-Heinz Lorey (* 3. September 1908 in Hannover; † 2001) war ein deutscher Architekt.

## Leben

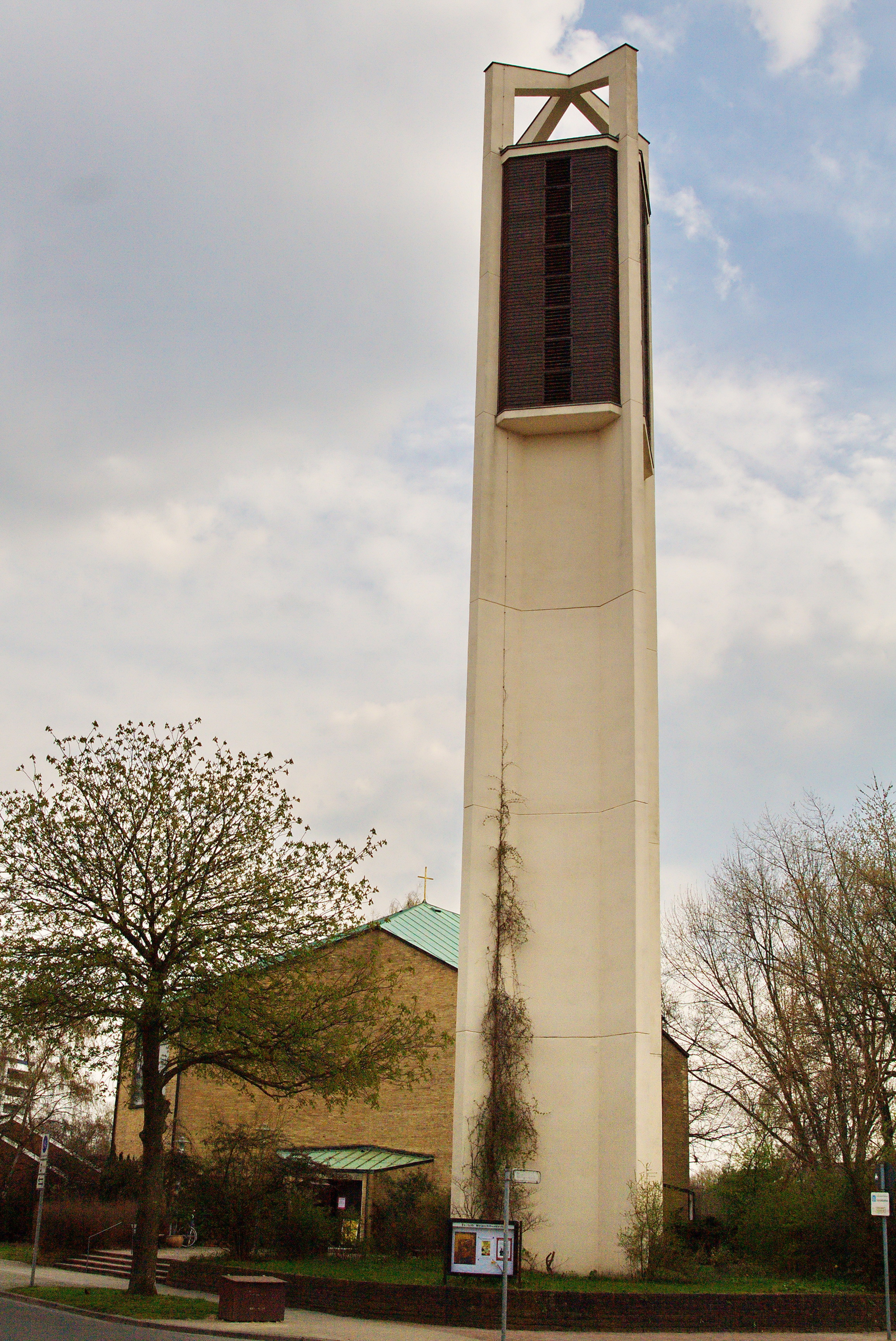
Von Karl-Heinz Lorey 1960 bis 1961 erbaute Melanchthonkirche im hannoverschen Stadtteil Bult

Geboren zur Zeit des Deutschen Kaiserreichs, besuchte Karl-Heinz Lorey zunächst mitten im Ersten Weltkrieg von 1915 bis 1918 die Grundschule in der Höfestraße, bevor er an das seinerzeitige Leibniz-Reform-Realgymnasium wechselte und dort 1928 das Abitur ablegte.
Ebenfalls noch zur Zeit der Weimarer Republik begann er 1928 das Studium der Architektur an der Technischen Hochschule in Hannover, das er im Jahr der Machtergreifung durch die Nationalsozialisten im Jahr 1933 mit der Diplom-Hauptprüfung abschloss.
Bis 1935 wurde Lorey dann als Angestellter beschäftigt in den Büros der Architekten Alfred Weber, Karl Otte und Friedrich Wilhelm Schick, bevor er ab 1935 freiberuflich tätig wurde und im selben Jahr in den damaligen Bund Deutscher Architekten (BDA) aufgenommen wurde. In dieser Zeit schuf er beispielsweise in den Jahren ab 1938 Gebäude an der Linsingenstraße.
Im Jahr des Beginns des Zweiten Weltkrieges begann 1939 auch der Militärdienst von Karl-Heinz Lorey, der ab 1940 als Regierungs-Baurat der Luftwaffe wirkte. In dieser Zeit baute er Groß- und Feldflughäfen zur militärischen Nutzung in Norwegen, den eroberten russischen Teilen der Sowjetunion, in Nordafrika sowie im faschistischen Italien der Mussolini-Zeit. 1945 kam er schließlich in Kriegsgefangenschaft.
Nach seiner Freilassung konnte Karl-Heinz Lorey noch unter den britischen Militärmachthabern seine freiberufliche Tätigkeit in Hannover wieder aufnehmen. Am 1. Juli 1947 wurde er in den neu gegründeten Bund Deutscher Architekten aufgenommen. Dessen Bezirksgruppe Hannover leitete er in den frühen Wirtschaftswunderjahren als Vorsitzender von 1952 bis 1954, bevor er ab 1954 bis 1970 als Mitglied im Bundesvorstand des BDA als Vorsitzender des Gebühren-Ausschusses wirkte.
Unterdessen hatte sich Lorey als Vertreter des BDA in Hannover bis 1955 zunächst im Bauausschuss des Stadtrates der Landeshauptstadt engagiert und wirkte anschließend als Mitglied im Sachverständigen- beziehungsweise Baupflege-Beirat Hannovers.
Nachdem Karl-Heinz Lorey am 14. November 1968 zum Ehrenmitglied des BDA ernannt worden war, wirkte er von 1971 bis 1979 zudem als Mitglied in der Vertreterversammlung der Architektenkammer Niedersachsen.
1972 gehörte Lorey mit zahlreichen anderen Architekten zu den Unterzeichnern einer Protestschrift gegen den Abbruch einer gut erhaltenen und zu einer charakteristischen historischen Gebäudegruppe zählenden Villa an der Hindenburgstraße 5 im hannoverschen Stadtteil Zoo. Gemeinsam mit 26 anderen namhaften Architekten stellten sie seinerzeit öffentlich die Frage:

„[...] Die Zerstörungen des Krieges haben die Vielfalt baugeschichtlicher Traditionen unserer Stadt bereits empfindlich getroffen. Fast unbemerkt geht diese Vernichtung heute weiter. Wie lange noch?“

1978 bis 1986 ging Lorey mit seinem Sohn, dem Architekten (BDA) und Diplom-Ingenieur Rainer Lorey, eine Architektenpartnerschaft zur Führung eines gemeinsamen Büros ein.
Karl-Heinz Lorey starb im Jahr 2001.

## Werke (Auswahl)
- 1938–1939: Wohnbebauung in der Linsingenstraße, Hannover[2]
- 1940–1945: verschiedene Flughäfen für die Luftwaffe in verschiedenen besetzten Ländern[2]
- 1954–1955: Wohn- und Geschäftshaus Königstraße 35, Hannover[2]
- 1954–1955: Gebäude der Lücke-Bank, später von der BHF-Bank genutzt, Georgsplatz 9, Hannover[2]
- 1955–1956: weitere Wohngebäude in der Linsingenstraße, Hannover[2]
- 1956–1957: Neubau, Umbau und Erweiterung der Gebäude der seinerzeitigen Stadtsparkasse Hannover am Georgsplatz[2]
- 1955–1956: Verwaltungsgebäude für den ADAC in der Hindenburgstraße 36/37 (1965 erweitert), Hannover[2]
- 1956: Wohn- und Geschäftsgebäude an der Ritter-Brüning-Straße Ecke Roesebeckstraße, Hannover[2]
- 1956–1957: Volksschule Stolzenau[2]
- 1956–1957: Wohngebäude Seumestraße 13, Hannover[2]
- 1957–1958: Wohnbebauung mit Hochhaus am Ricklinger Kreisel, Hannover[2]
- 1957–1960: Wohnbebauung Am Schafbrinke, Hannover[2]
- 1958–1959: Büro- und Geschäftshaus unter der Adresse Lavesstraße 3A, Hannover[2]
- 1958–1959: Barmenia-Haus in der Schmiedestraße Ecke Grupenstraße, Hannover[2]
- 1960–1961: Melanchthonkirche und das zugehörige Gemeindezentrum in der Menschingstraße, Hannover[2]
- 1962–1963: Schule Nackenberger Straße, die ehemalige Hermann-Löns-Schule, Hannover[2]
- 1965–1966: Kaufhaus Hibbe, Neustadt am Rübenberge[2]
- 1970–1973: Erweiterungsbau der Helene-Lange-Schule, Hannover[2]
- 1970–1980: 42 Einfamilienhäuser im ehemaligen Steinbruch in Springe, Ortsteil Völksen[2]
- 1975: Gebäude für das „Dental-Labor Kröly“, das Lorey 1989 erweiterte; Hildesheimer Straße, Hannover[2]
- 1976–1977: Zweiter Bauabschnitt für das Schulzentrum Bemerode, Hannover[2]
- 1984–1987: Sanierung und Umgestaltung vom Schloss Pyrmont inklusive seiner Festungsanlagen zwecks Umnutzung als Museum und für die Kreisvolkshochschule, Bad Pyrmont[2]
- 1988–1990: Lehrzentrum für die Panzertruppenschule Munster, Munster (Örtze)[2]
- 1990–1992: Neubau für die Polizeidienststellen auf dem Domänenhof St. Ludgeri, Helmstedt[2]